# Érmelléki löszös hát

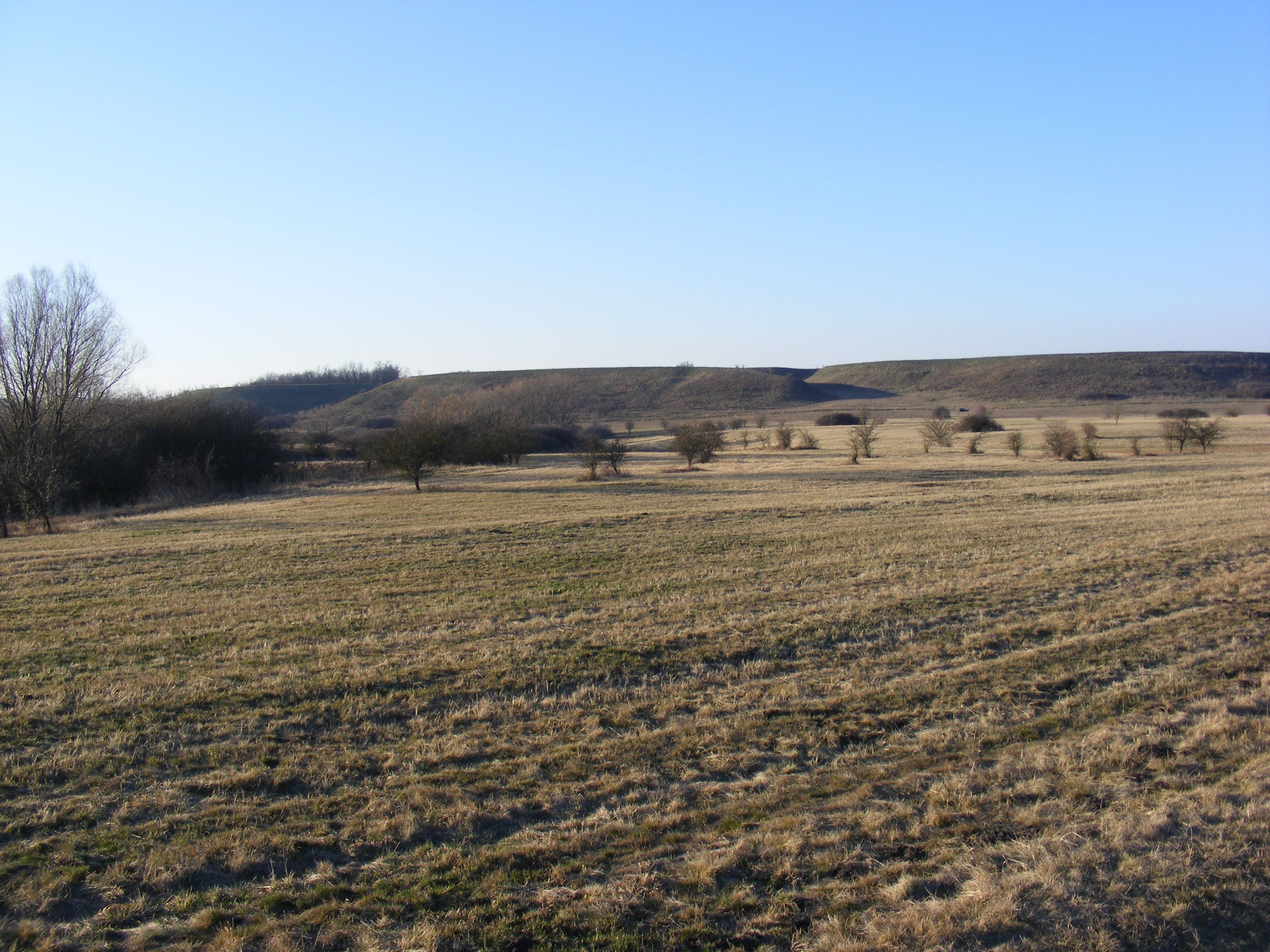
Partalja

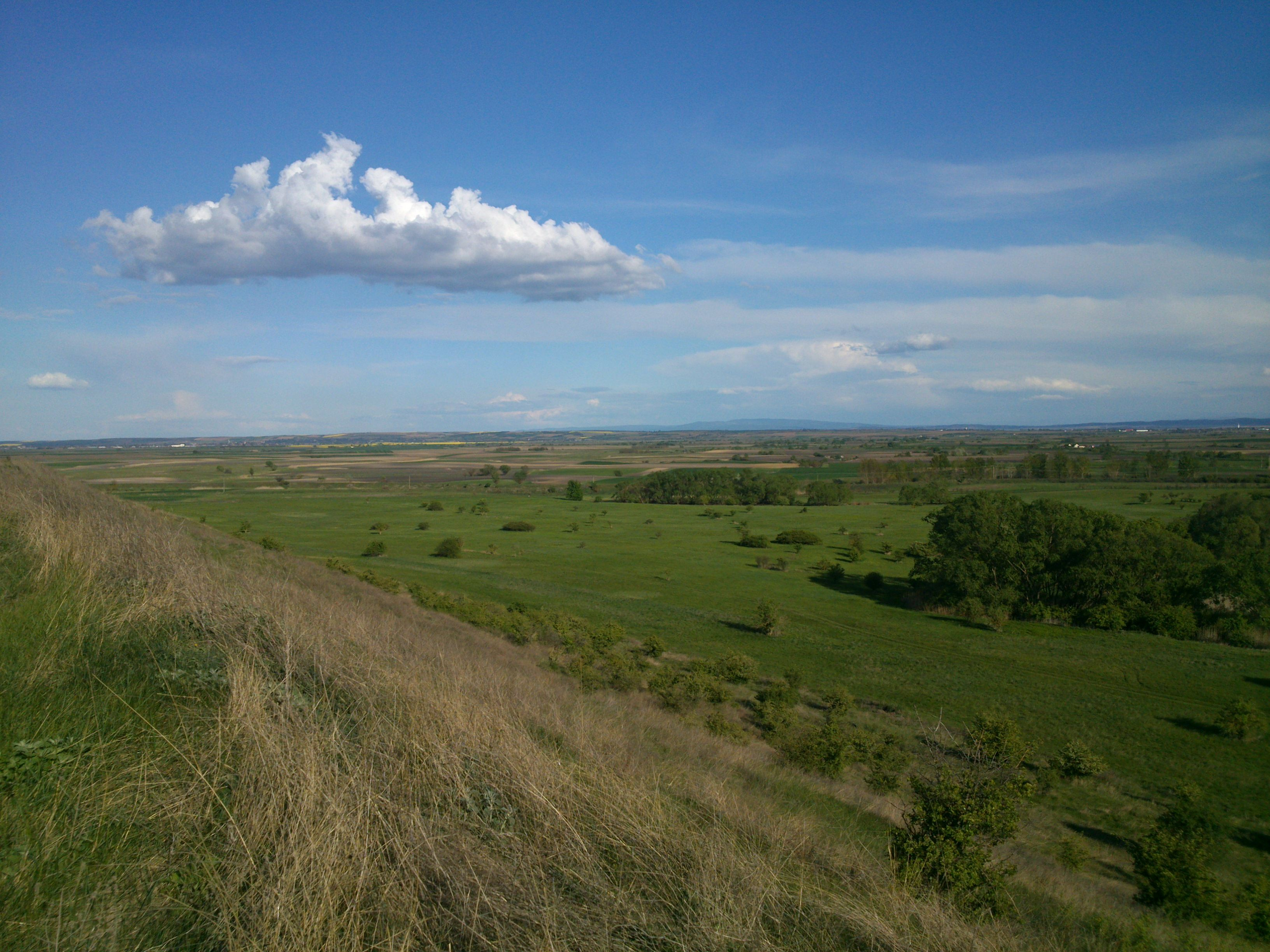
Partalja tavasszal

Az Érmelléki löszös hát a Berettyó–Körös-vidék északkeleti kistája Hajdú-Bihar vármegye keleti peremén. A 184 km²-es vidék a Berettyó mellékvize, az Ér völgyének lösszel borított hordalékkúpsíksága, az Érmellék legnyugatibb, Magyarország területére eső résztájegysége. Legfontosabb települése Létavértes. Északnyugatról a Dél-Nyírség, északkeletről – már romániai területen – a Nagykárolyi-homokhát (Câmpia Carei), keletről és délkeletről az Érmellék romániai kistája, az Ér síkja (Câmpia Sălacei), délnyugatról a Berettyó–Kálló köze határolja.

## Földtan
Az Érmelléki löszös hát 2-4 kilométer mélyen húzódó medencealjzatát metamorf kőzetek építik fel, erre települt az Ős-Ér pleisztocén kori hordalékkúpja. A felszín közeli rétegeket Álmosdtól északra löszös homok, másutt a mélyebben fekvő löszöshomok-rétegekre települt típusos lösz alkotja. A Létavértes és Bagamér vidéki lápok pangó vizei gyepvasércben bővelkednek.

## Domborzat és vízrajz
A löszhátvidék bár a tökéletes síkságok közé tartozik, felszíne enyhén hullámos, löszös platóhalmok és löszmélyutak, valamint rétegvízi források völgyfőjéből kiinduló deráziós völgyek váltják egymást. Kis területe dacára a többi Berettyó–Körös-vidéki kistájhoz képest relatíve nagy a legmagasabban (145,8 m) és legalacsonyabban (99 m) fekvő pontjai közötti szintkülönbség. Átlagos relatív reliefe 5 m/km², északkeleti részén ennél is nagyobb. Orográfiai tekintetben a szomszédos Nyírséggel rokonítható, jellemzőek a szél alakította (eolikus), délnyugati irányban egyre gyakrabban a víz alakította (fluviális) felszínformák. A Berettyó síkjától tereplépcső határolja el.
A Közép-Tisza keleti vízgyűjtőjéhez tartozó Érmelléki löszös hátat északnyugati határával párhuzamosan a Konyári-Kálló (67 km, 669 km²) felső szakasza szeli át, délről az Ér (111 km, 1562 km²) 9 kilométeres hazai szakasza kíséri. További jelentős vízfolyása a Konyár–Esztár–Pocsaji-csatorna (12 km, 63 km²). A Nyírség felől érkező Kálló ágain hóolvadáskor, az Éren kora nyáron jelentkezik nagyvíz. A táj két mesterséges tava a Bagaméri-víztároló (109 ha) és az Álmosd–Kokadi-víztároló (50 ha). A talajvíz 4-6 méter mélyen található, a 200 méter alatti, gyakran erősen vastartalmú rétegvíz helyenként bőséges.

## Éghajlat
Mérsékelten meleg kistáj, az átlagos évi hőmérséklet 9,9-10,0 °C között alakul, a vegetációs időszakban az átlaghőmérséklet eléri a 16,9-17,1 °C-ot is. A nyári hőmérséklet-maximum sokévi átlaga 34,0 és 35,0 °C, míg a téli hőmérséklet-minimum –16,5 és –17,0 °C között mozog. Az évenkénti napsütéses órák száma kb. 2000, amelyből a nyári évnegyedre átlagosan 800-810, a télire mintegy 175 órányi napsütés esik. A csapadékmennyiség éves átlaga 560-580 mm között alakul, ezzel mérsékelten száraz éghajlatú kistájaink közé tartozik. A hótakarós napok száma évi akár a 40-42-t is elérheti. Az uralkodó szélirányok az északi, az északkeleti és a délnyugati.

## Talaj és növényzet
Az uralkodó talajtípus a kistáj területének 70%-át borító, kedvező víz- és tápanyag-gazdálkodású alföldi mészlepedékes csernozjom, amely – a további 3%-nyi területet fedő réti csernozjommal együtt – magyarországi viszonylatban rendkívül kedvező minőségű földet biztosít a szántó- és legelőművelésre. A Dél-Nyírséggel határos területeken a csernozjomot futóhomok (13%) és foltokban humuszos homok (2%) váltja fel, ezek az alacsony földminőségi kategóriájú elsősorban erdő- és szőlőművelésre alkalmasak. Számottevő még az Érmelléki löszös háton a kovárványos barna erdőtalajok területe (11%), amelyen elsősorban szántóművelés folyik.
| Területhasznosítás | Terület     | Területarány |
| ------------------ | ----------- | ------------ |
| Lakott terület     | 0 820,7 ha  | 04,5%        |
| Szántó             | 13 091,4 ha | 71,1%        |
| Kert               | 0 195,6 ha  | 01,1%        |
| Szőlő              | 0 289,4 ha  | 01,6%        |
| Rét, legelő        | 01 416,2 ha | 07,7%        |
| Erdő               | 02 311,0 ha | 12,6%        |
| Vízfelszín         | 0 289,6 ha  | 01,6%        |

Növényföldrajzi szempontból a kistáj típusos természetes élőhelyekben szegény, ún. agrársivatag. Egyes löszplatókon és a Pocsaji-kapunál foltokban száraz gyepek, sztyepprétek, a bagaméri forrásoknál és a Kálló-vízrendszer tározóin pedig kisebb vizes élőhelyek, fűzlápok maradtak fenn. A száraz gyepek jellemző állományalkotó fajai a tavaszi hérics, az élesmosófű, az öldöklő aszat, a magas kígyószisz, a bugás macskamenta, a nagy szádor, a recés szádor, a selymes boglárka, a kunkorgó árvalányhaj és a fogaslevelű bükköny. A nedves rétek növénytárulásainak jellemző fajai az árpasás és mezei gólyaorr, a lápos területek állományalkotói a keskenylevelű békakorsó, a rostostövű sás, a zsombéksás, a békaliliom, a mocsári orbáncfű, a vidrafű és a nádi boglárka. A telepített erdőkben gyakori a lazavirágú nefelejcs. A korábban honos nagyezerjófű, piros kígyószisz és pusztai árvalányhaj mára eltűnt.

## Népesség
A kistáj lakosságának maximumát 1960-ban érte el, azóta a népesség mintegy harmadával visszaesett a 2001-es 11 858 főre, illetve a 2011-es 11 756 főre. Népsűrűsége alföldi viszonylatban átlagos (63,9 fő/km², 2011), településhálózata ritkás (2,2 / 100 km²). A kistájon található négy településből egyedül a szerény központi funkciókkal rendelkező Létavértes városi jogállású. Az Érmelléki löszös hát további települései Álmosd, Bagamér és Kokad.
A 2011. évi népszámlálási adatok alapján a lakosság 46,2%-a református, 15,4%-a görögkatolikus, 6,1%-a római katolikus. A magyar nemzetiségűek számaránya 90,2%, mellettük számottevő a cigányság (6,7%; Bagaméron 15,9%), illetve a románság számaránya (0,8%; Kokadon 1,9%).

## Természeti és kulturális értékek
A kistáj legfontosabb természeti értéke a bagaméri Kék-Kálló völgye. Jelentős építészeti emlékek a létavértesi Leidig- és Mendel-kúriák, valamint a Móricz-kastély, a vízi vágóhíd és a népi csűrök, Álmosd és Kokad református és görögkatolikus templomai. Ezenkívül Álmosdon Kölcsey-emlékház és a művészi értékű postai küldeményeket bemutató Post-Mail-Art Múzeum várja a látogatókat.